# فیلم‌شناسی هدیه تهرانی
هدیه تهرانی بازیگر ایرانی است. وی همچنین در زمینه عکاسی فعالیت دارد. هدیه تهرانی برنده دو سیمرغ بلورین بهترین بازیگر نقش اول زن از جشنواره فیلم فجر برای نقش آفرینی در فیلم‌های قرمز و چهارشنبه سوری، و همچنین برنده جایزه بهترین بازیگر نقش اول زن از دوره نهم جشنواره پیونگ یانگ برای بازی در فیلم پارتی است.

## سینما
| سال  | عنوان                  | نقش                | کارگردان                     | یادداشت |
| ---- | ---------------------- | ------------------ | ---------------------------- | ------- |
| ۱۳۹۹ | بی‌همه‌چیز               | لیلی نظریان        | محسن قرایی                   |         |
| ۱۳۹۸ | سینما شهر قصه          |                    | کیوان علی‌محمدی               |         |
| ۱۳۹۷ | مسخره‌باز               | هما                | همایون غنی‌زاده               |         |
| ۱۳۹۶ | روزهای نارنجی          | آبان               | آرش لاهوتی                   |         |
| ۱۳۹۵ | اسرافیل                | ماهی               | آیدا پناهنده                 |         |
| ۱۳۹۵ | پدیده                  |                    | علی احمدزاده                 |         |
| ۱۳۹۵ | بدون تاریخ، بدون امضاء | سایه               | وحید جلیلوند                 |         |
| ۱۳۹۴ | آااادت نمی‌کنیم         | سیما               | ابراهیم ابراهیمیان           |         |
| ۱۳۹۴ | دوئت                   | مینو               | نوید دانش                    |         |
| ۱۳۹۳ | روز مبادا              |                    | فائزه عزیزخانی               |         |
| ۱۳۹۱ | آشغال‌های دوست‌داشتنی    | سیما               | محسن امیریوسفی               |         |
| ۱۳۹۰ | پل چوبی                | نازلی              | مهدی کرم پور                 |         |
| ۱۳۹۰ | یک روز دیگر            |                    | حسن فتحی                     |         |
| ۱۳۸۸ | هفت دقیقه تا پاییز     | میترا              | علیرضا امینی                 |         |
| ۱۳۸۷ | شیرین                  | هدیه تهرانی        | عباس کیارستمی                |         |
| ۱۳۸۷ | فرزند صبح              | دایه روح‌الله خمینی | بهروز افخمی                  |         |
| ۱۳۸۷ | تهران ۱۵۰۰             | نازی               | بهرام عظیمی                  |         |
| ۱۳۸۶ | هر کس سینمای خودش      | خودش               | عباس کیارستمی                |         |
| ۱۳۸۵ | نیوه‌مانگ               | هشو                | بهمن قبادی                   |         |
| ۱۳۸۵ | نسل جادویی             | فروغ               | ایرج کریمی                   |         |
| ۱۳۸۴ | چهارشنبه سوری          | مژده سمیعی         | اصغر فرهادی                  |         |
| ۱۳۸۳ | جایی برای زندگی        | گلچهره             | محمد بزرگ‌نیا                 |         |
| ۱۳۸۳ | شبانه                  | شبنم نامی          | امید بنکدار و کیوان علیمحمدی |         |
| ۱۳۸۳ | یک بوس کوچولو          | زن مرموز           | بهمن فرمان‌آرا                |         |
| ۱۳۸۲ | دوئل                   | هانیه              | احمدرضا درویش                |         |
| ۱۳۸۱ | آبادان                 | آرزو               | مانی حقیقی                   |         |
| ۱۳۸۱ | دنیا                   | دنیا شاداب         | منوچهر مصیری                 |         |
| ۱۳۸۱ | دختر ایرونی            | مریم یزدانی        | محمدحسین لطیفی               |         |
| ۱۳۸۰ | زمانه                  | زری                | حمیدرضا صلاحمند              |         |
| ۱۳۸۰ | کاغذ بی‌خط              | رویا رؤیایی        | ناصر تقوایی                  |         |
| ۱۳۸۰ | خانه‌ای روی آب          | ژاله تیرانداز      | بهمن فرمان‌آرا                |         |
| ۱۳۷۹ | پارتی                  | نگار آریانی        | سامان مقدم                   |         |
| ۱۳۷۹ | آبی                    | مهتاب              | حمید لبخنده                  |         |
| ۱۳۷۹ | چتری برای دو نفر       | یاسمن پاکروان      | احمد امینی                   |         |
| ۱۳۷۸ | دستهای آلوده           | دیبا               | سیروس الوند                  |         |
| ۱۳۷۷ | شوکران                 | سیما ریاحی         | بهروز افخمی                  |         |
| ۱۳۷۷ | سیاوش                  | هدیه               | سامان مقدم                   |         |
| ۱۳۷۷ | قرمز                   | هستی مشرقی         | فریدون جیرانی                |         |
| ۱۳۷۶ | غریبانه                | بهرخ ثابتی         | احمد امینی                   |         |
| ۱۳۷۵ | سلطان                  | مریم کوهساری       | مسعود کیمیایی                |         |

## نمایش خانگی
| سال  | عنوان        | نقش       | کارگردان    | یادداشت |
| ---- | ------------ | --------- | ----------- | ------- |
| ۱۴۰۱ | هزار و یک شب |           | مصطفی کیایی |         |
| ۱۳۹۸ | هم‌گناه       | زیبا فخری | مصطفی کیایی |         |
| ۱۳۹۱ | قلب یخی ۳    | سایه صولت | سامان مقدم  |         |

## فیلم کوتاه
- هم‌سایه (۱۳۷۹) کارگردان علی مصفا

## تئاتر
| سال  | عنوان                    | نقش                        | کارگردان    | منابع |
| ---- | ------------------------ | -------------------------- | ----------- | ----- |
| ۱۳۹۱ | این تابستان فراموشت کردم | صداپیشه (بدون حضور فیزیکی) | بهاره رهنما | [ ۳ ] |